# Rezerwat przyrody Borek (województwo kujawsko-pomorskie)
Rezerwat przyrody Borek – rezerwat częściowy leśny położony w województwie kujawsko-pomorskim, powiecie nakielskim, gminie Sadki. Powołany w roku 1958 w celu zachowania ze względów naukowych i dydaktycznych fragmentu wielogatunkowego lasu łęgowego w dolinie Noteci ze skupieniem starych dębów (na powierzchni 0,48 ha). W roku 2006 został powiększony do obszaru 129,71 ha, a podstawą ochrony stało się zabezpieczenie i zachowanie ze względów przyrodniczych, naukowych i dydaktycznych cennych zbiorowisk leśnych – grądowych i łęgowych. Obecnie podawana wielkość rezerwatu to 131,79 ha.

## Lokalizacja
Pod względem fizycznogeograficznym rezerwat znajduje się w mezoregionie Dolina Środkowej Noteci (315.25), na niskiej terasie Pradoliny Toruńsko-Eberswaldzkiej.
Znajduje się ok. 200 m na południe od linii kolejowej Bydgoszcz-Piła, na południe od miejscowości Bnin, na wschód od wsi Jadwiżyn i na zachód od Samostrzela.
Rezerwat jest położony w obrębie korytarza ekologicznego włączonego do sieci Natura 2000: Doliny Noteci (OZW) oraz Doliny Środkowej Noteci i Kanału Bydgoskiego (SOO).
Powierzchnia rezerwatu wynosi 131,79 ha (cały las Borek ma około 550 ha). Od Noteci oddziela go 3-kilometrowy pas żyznych łąk, pociętych licznymi rowami melioracyjnymi.

## Charakterystyka
Rezerwat obejmuje fragment wielogatunkowego lasu łęgowego jesionowo-dębowo-olchowego w dolinie Noteci, z grupą pomnikowych dębów szypułkowych.
Jest to zespół naturalny, z drzewostanem dębowym (250 lat) z udziałem lipy, jesionu wyniosłego oraz wiązów. Na całej powierzchni występuje podrost jesionowy i wiązowy.
Na wilgotnej i próchnicznej glebie rozwija się bujne runo leśne. Rosną w nim m.in.: kokorycz drobna, lilia złotogłów, przylaszczka pospolita, wawrzynek wilczełyko, bodziszek leśny, bluszczyk kurdybanek, czyściec leśny, jaskółcze ziele, szczawik zajęczy, porzeczka czarna, orlik pospolity, kalina koralowa, czerniec gronkowy, bluszcz pospolity, pluskwica europejska, kopytnik pospolity, marzanka wonna, konwalia majowa oraz jarzmianka większa. W połowie lat 50. XX w. znaleziono także zawilca wielkokwiatowego i kosaćca syberyjskiego. W jednym oddziale, wśród sosen rosła wtedy także pluskwica europejska.
Podstawowym problemem w rezerwacie jest obecnie (2010 r.) zamieranie jesionów.

## Szlak rezerwatów
Wzdłuż Pradoliny Toruńsko-Eberswaldzkiej, a zwłaszcza jej północnej krawędzi, między Bydgoszczą a Wyrzyskiem znajduje się ciąg rezerwatów nadnoteckich. Począwszy od Bydgoszczy, można zwiedzić następujące rezerwaty:
1. Kruszyn (leśny),
2. Hedera (florystyczny),
3. Las Minikowski (leśny),
4. Łąki Ślesińskie (florystyczny),
5. Skarpy Ślesińskie (florystyczny),
6. Borek,
7. Zielona Góra (leśny).

W sąsiedztwie rezerwatu przebiega  pieszy szlak turystyczny „Nadnotecki” Bydgoszcz Prądy – Nakło nad Notecią – Wyrzysk – Piła.